# Aeroportul Rurutu
Aeroportul Rurutu (IATA: RUR, ICAO: NTAR) este un aeroport din Polinezia Franceză, Franța ce deservește zona Rurutu⁠(d). Aeroportul a fost tranzitat în 2022 de 27.776 de pasageri. A fost numit după zona deservită.
Situat la o altitudine de 3 m, aeroportul dispune de o singură pistă.